# Felpudini
Rodolfo Jaime Carrión Velarde (Anta, Áncash, 9 de abril de 1949-Lima, 26 de septiembre de 2024), conocido por su seudónimo Felpudini, fue un actor cómico y profesor de teatro peruano, que destacó en diferentes programas humorísticos en su país con su frase insignia «¡No te lo puedo creer!».

## Biografía
Proveniente de una familia de clase baja, vivió su juventud en Huaraz, donde a los 21 años fue sobreviviente del terremoto del año 1970, en el que perdió a su primera pareja sentimental, fallecida en el desastre natural. En 1972, Carrión se mudó a Lima para comenzar su carrera en la actuación de la mano de Ernesto Ráez Mendiola.
No fue hasta 1978 cuando el cómico Carlos Oneto le propuso una idea para formar parte de un nuevo programa humorístico en Panamericana Televisión. Carrión aceptó y debutó de manera oficial en 1980 participando como actor cómico en el extinto espacio Risas y salsa, en el que conoció a la fallecida vedette peruana Analí Cabrera, con quién se casó en 1982 hasta su divorcio en 1990. Coprotagonizó la serie cómica peruana El jefecito en 1987 con su personaje del secretario de Federico Lancelotti, «Felpudini», que tiempo después se convertiría en su nombre artístico. Volvió a trabajar con Cabrera y ambos compartieron escena junto al desaparecido actor cómico Antonio Salim y la actriz Mabel Duclós.[cita requerida]
Tras su renuncia de Risas y salsa, se sumó al programa cómico El enchufe en 1993 y al año siguiente a JB noticias por varias temporadas.[cita requerida]  Inicia sus participaciones en la ficción sin dejar su faceta cómica participando en 2001 en la teleserie peruana Mil oficios con su personaje del Dr. Jaime Matallana, el dueño de la farmacia «Matta».
En 2008, asumió el rol principal de la miniserie biográfica-musical Nacida para triunfar, donde interpretó al fallecido cantante folclórico peruano Eusebio «Chato» Grados, quien se desempeñaba como director del grupo musical «Las Chicas Mañaneras».
Además, Carrión ingresó al elenco del comediante Jorge Benavides en 2011 sumándose de forma ininterrumpida al programa cómico El especial del humor hasta 2014. Uno de los sketches de dicho espacio fue la parodia de «Batman y Robin», la cual Benavides interpreta al primer superhéroe, mientras que Carrión imitaba a un amanerado y chismoso Robin, incluyendo sus famosas frases: «Me quemo» y «Noooo, no te lo puedo creer». Gracias a su popularidad, inició su etapa de colaboraciones con Benavides para los espacios derivados como La paisana Jacinta (2014), JB en Willax (2015-2016) y El wasap de JB (2017-2020) y participó en el comercial televisivo de la empresa telefónica Entel en 2018, bajo su personaje cómico. Benavides señaló en 2024 que «no hay nadie» a quien pueda reemplazar su participación.
Tras su retiro de los espacios cómicos por temas de salud a causa de la pandemia de COVID-19, se dedicó a la enseñanza y realizó clases de teatro en el Taller de Actuación de Efraín Aguilar. Regresó a la televisión en 2023 asumiendo la dirección artística del programa cómico Jirón del humor, en cuyo reparto estuvieron algunos cómicos ambulantes como Chino Risas y José Luis Cachay. En el cine, Carrión debutó en 2014, gracias a la invitación de Carlos Vílchez, en la película cómica Macho peruano que se respeta y fue parte del reparto de Soy inocente en 2023, donde interpretó a Anacleto «Lagartija».
Falleció el 26 de septiembre de 2024 a causa de un cáncer de pulmón.

## Filmografía

### Televisión
| Año       | Título                     | Rol                    | Notas                         | Emisión                 | Ref.                 |
| --------- | -------------------------- | ---------------------- | ----------------------------- | ----------------------- | -------------------- |
| 1980-1992 | Risas y salsa              | Varios roles           | Actor cómico                  | Panamericana Televisión | [ 6 ] [ 30 ]         |
| -         | La gran revista            | -                      | Actor cómico                  | Panamericana Televisión | [ 31 ]               |
| 1987-1989 | El jefecito                | «Felpudini»            | Rol coprotagónico             | Panamericana Televisión | [ 6 ]                |
| 1993-1994 | El enchufe                 | Varios roles           | Actor cómico                  | América Televisión      | [ 31 ]               |
| 1994-1999 | JB noticias                | Varios roles           | Actor cómico                  | Frecuencia Latina       | [ 6 ]                |
| 2001-2003 | Mil oficios                | Dr. Jaime Matallana    | Rol principal                 | Panamericana Televisión | [ 6 ] [ 12 ] [ 32 ]  |
| 2005-2006 | Sábado Bravazo             | Varios roles           | Actor cómico                  | Panamericana Televisión |                      |
| 2007      | Así es la vida             | Lord Valdomero         | Rol de invitado especial      | América Televisión      | [ 33 ]               |
| 2008      | Nacida para triunfar       | Eusebio «Chato» Grados | Rol principal                 | América Televisión      | [ 13 ]               |
| 2011-2014 | El especial del humor      | Varios roles           | Actor cómico                  | Frecuencia Latina       | [ 14 ] [ 17 ]        |
| 2013      | Los cinéfilos              | Manuel del futuro      | Rol de participación especial | YouTube                 | [cita requerida]     |
| 2014      | La paisana Jacinta         | Varios roles           | Actor cómico                  | Frecuencia Latina       | [ 34 ]               |
| 2015      | Bienvenida la tarde        | Él mismo               | Invitado especial             | Frecuencia Latina       | [ 35 ]               |
| 2015-2016 | JB en Willax               | Varios roles           | Actor cómico                  | Willax Televisión       | [ 34 ]               |
| 2017-2020 | El wasap de JB             | Varios roles           | Actor cómico                  | Latina Televisión       | [ 34 ]               |
| 2020      | La máscara                 | Él mismo               | Participante                  | Latina Televisión       | [cita requerida]     |
| 2021      | El reventonazo de la chola | Él mismo               | Invitado especial             | América Televisión      | [ 25 ]               |
| 2023      | Jirón del humor            | Él mismo               | Director artístico            | Latina Televisión       | [ 24 ] [ 36 ] [ 37 ] |

### Cine
| Año  | Título                       | Rol                    | Notas                                 | Ref.                       |
| ---- | ---------------------------- | ---------------------- | ------------------------------------- | -------------------------- |
| 2014 | Macho peruano que se respeta |                        | Rol principal (Debut cinematográfico) | [ 26 ] [ 38 ]              |
| 2018 | Asu mare 3                   | «Botones»              | Rol recurrente                        | [ 39 ]                     |
| 2019 | La peor de mis bodas 2       | Guardián del hotel     | Rol recurrente                        | [ 40 ]                     |
| 2023 | Soy inocente                 | Anacleto / «Lagartija» | Rol protagónico                       | [ 4 ] [ 27 ] [ 28 ] [ 41 ] |